# Сант'Аполинаре (Ровиго)
Сант'Аполинаре је насеље у Италији у округу Ровиго, региону Венето.
Према процени из 2011. у насељу је живело 1397 становника. Насеље се налази на надморској висини од 2 м.